# 宜君県
宜君県（ぎくんけん）は中華人民共和国陝西省銅川市に位置する県。

## 行政区画
- 街道:宜陽街道
- 鎮:彭鎮、五里鎮、太安鎮、棋盤鎮、堯生鎮、哭泉鎮
- 郷:雲夢郷